# بل شكستة (استبهان)
بل شكستة (بالفارسية: پل شکسته) هي قرية تقع في البلدة المركزية في إيران. يقدر عدد سكانها بـ 109 نسمة .